# Roland Brückner (Mediziner)

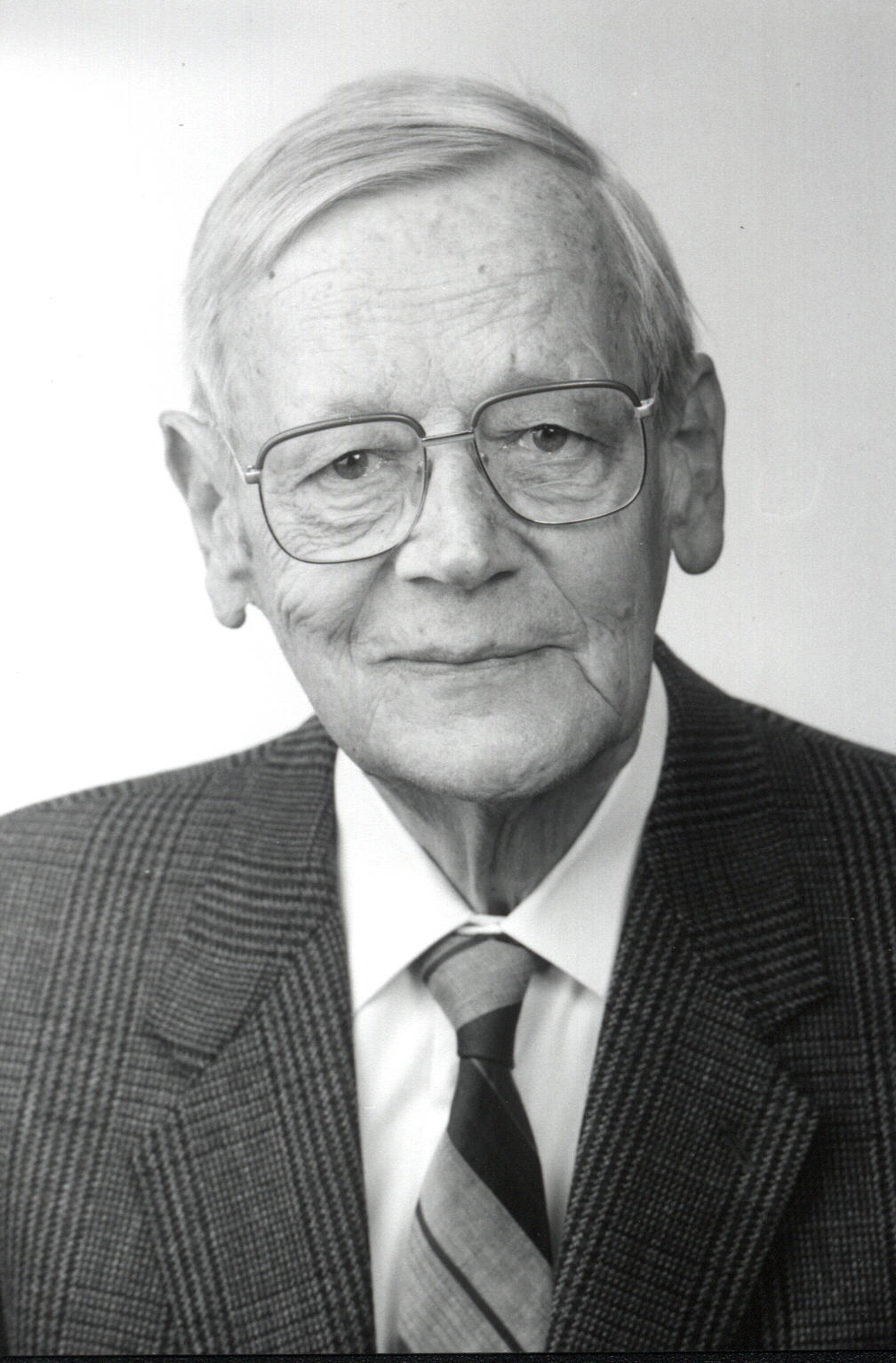
Prof. Dr. Roland Brückner

Hans Roland Alexander Brückner (* 8. Juni 1912 in Berlin-Lichterfelde; † 23. August 1996 in Basel) war ein deutsch-schweizerischer Augenarzt und Hochschullehrer.

## Leben
Der in Berlin geborene Roland Brückner, Sohn des renommierten Augenarztes Arthur Brückner und der Hertha Ottilie geborene Teichmüller, übersiedelte mit seiner Familie 1923 nach Basel. Er legte dort die Maturität ab, ehe er sich einem Studium der Medizin zuwandt, das er mit dem Erwerb des akademischen Grades eines Dr. med. abschloss. Nach Assistenzarztjahren verbunden mit einer Weiterbildung zum Augenarzt, wurde Brückner zum Chefarzt der Augenabteilung im St.-Clara-Spital in Basel bestellt, eine Funktion, die er bis zu seinem Eintritt in den Ruhestand innehatte.
Darüber hinaus habilitierte er sich 1948 als Privatdozent der Augenheilkunde an der Universität Basel, dort erfolgte 1963 seine Ernennung zum außerordentlichen Professor. Er profilierte sich insbesondere auf den Gebieten Augenerkrankungen im Kindesalter und Netzhauterkrankungen. In Basel nahm Brückner zwischen 1927 und 1936 an der Gewerbeschule Unterricht bei Albrecht Mayer und verehrte diesen zeitlebens.
Roland Brückner, der 1939 in Basel Margarethe geborene Sauter heiratete, mit der er fünf Kinder hatte, verstarb 1996 84-jährig in Basel.

## Schriften
- Mit Robert Bing: Gehirn und Auge: Grundriss der Ophthalmo-Neurologie, Ausgabe 3, Schwabe, 1954
- Aktuelle Probleme des schielenden Kindes: Wissenswertes für Eltern, Gemeindeschwester, Fürsorgerin, Kindergärtnerin und Lehrer. Eine Orientierung des Hausarztes, Schwabe, 1958
- Ueber eine seltene Nachkrankheit der Netzhaut nach thermischen Behandlungen nebst entoptischen Beobachtungen, Junk, 1962
- Über die Behandlung der diabetischen Retinopathie, Enke, 1963
- Augenfibel: Der Augenkranke in der Allgemeinpraxis, Thieme, 1966
- Augenärztliche Notfallsituationen, Hippokrates-Verlag, 1966
- Probleme mit den Augen?: Mögliche Ursachen, notwendige Untersuchungen, richtige Behandlung, Ausgabe 2, TRIAS Thieme Hippokrates Enke, 1986, ISBN 3893730125.